# Idaea bimaculata
Idaea bimaculata is een vlinder uit de familie van de spanners (Geometridae). De soort is voor het eerst wetenschappelijk beschreven als Acidalia bimaculata door Emilio Turati en Giorgio Krüger in een publicatie uit 1936.
De soort komt voor in Libië.